# East Village (Manhattan)
East Village New York Manhattan városrészének délkeleti részén fekvő negyede. A területet egykor a Lower East Side részének tekintették, a 19. században jelentős német, majd orosz, ukrán és zsidó populációval, később ez fokozatosan megváltozott. Az 1960-as évek végére sok művész, zenész, diák, valamint hippi költözött East Village-be, akiket vonzottak az olcsó bérleti díjak, valamint a már korábban, az 1950-es években itt megtelepült beatnemzedék tagjai. East Village New York underground kultúrájának egyik központjává vált, több  mozgalom született itt, köztük a punk-rock, valamint spanyol-amerikai  – nuyorican - irodalmi mozgalmak is, ugyanakkor számos tüntetés és zavargás helyszíne is volt.
East Village eltérő közösségeiről, nyüzsgő éjszakai életéről, lakóinak művészi világáról ismert, majd az elmúlt évtizedekben a környék dzsentrifikációja sokat változtatott a negyed karakterén.

## Fekvése

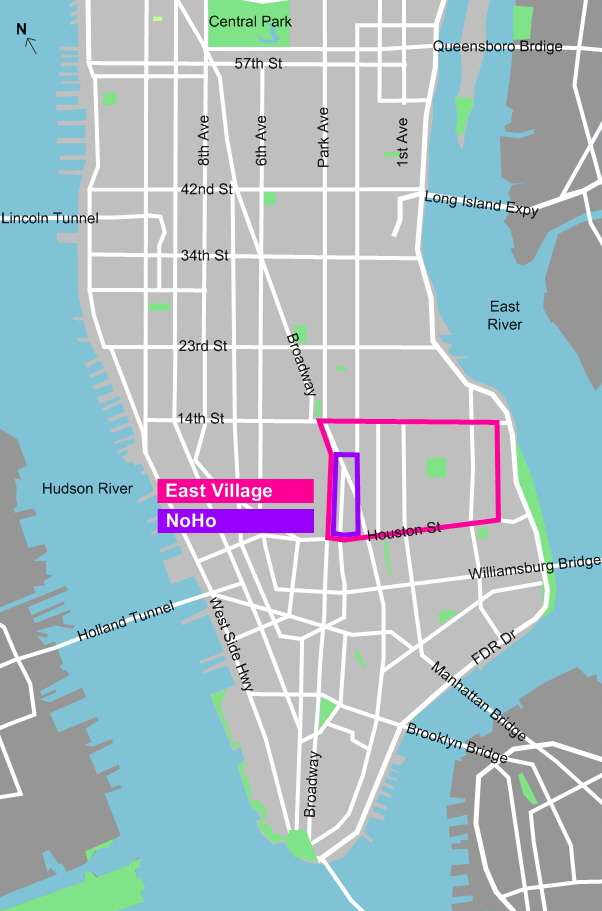
East Village elhelyezkedése Manhattanben

East Village délről a Lower East Side-dal, nyugatról a NoHo-val, északnyugatról a Stuyvesant Parkkal és északkeleti részén pedig a Stuyvesant Townnal határos. A Lower Manhattan területén levő régió nagyjából a Bowery streettől, illetve a Third Avenue-től keletre, a keleti 14. utcától délre és a Houston Streettől északra helyezkedik el.

## Története

### Kezdeti idők

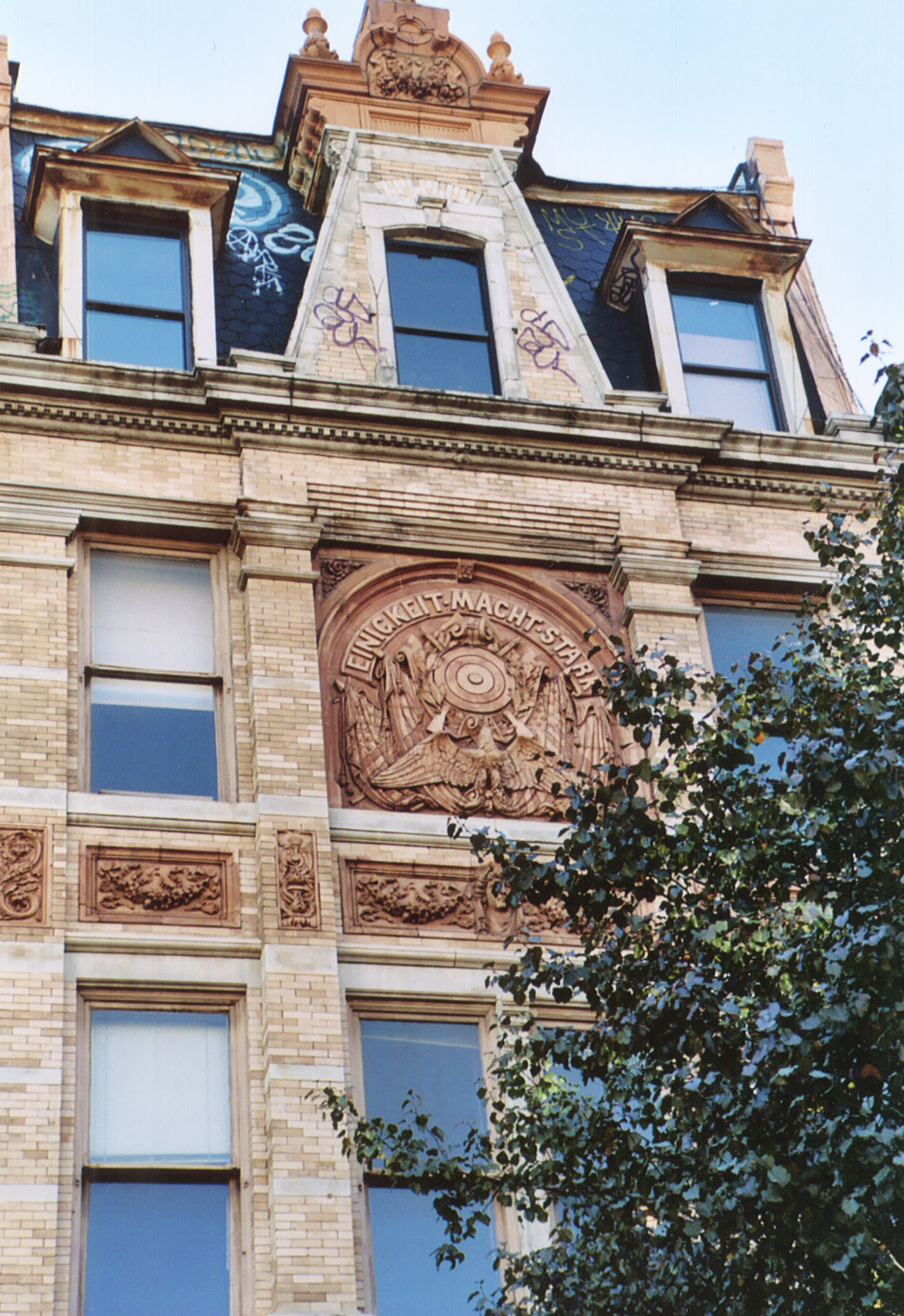
Az egykori Német-Amerikai Lövész Egylet 1885-ben felépített klubháza, St. Marks Place 12.

A jelenleg East Village-ként ismert terület eredetileg a holland Wouter van Twiller birtoka volt, majd 1651-től Peter Stuyvesant farmja, a farmot családja hét nemzedéken át birtokolta. A 19. században kezdték a birtokot felparcellázva eladni. Pár évtizedig jómódúak házai szegélyezték a földutakat, egészen az 1840-es, 1850-es évek ír, majd német bevándorlási hullámig.
A 19. századi jelentős ingatlanspekuláció következtében a családi házak helyén többlakásos bérházak épültek, bérlőik a növekvő számú munkásságból kerültek ki, köztük számos német bevándorló volt. Nagyjából az 1850-es évek és a 20. század első évtizede között a negyed a harmadik legnagyobb számú német városi lakossággal bírt Bécs és Berlin után, Little Germany-ként, Klein Deutschland-ként volt ismert. Ez volt az USA első idegen nyelvű lakónegyede; több száz politikai, szociális, sport-, szabadidőklub jött létre területén ebben az időszakban, ezek épületei közül néhány még mindig áll. A németséget megtörte a német lutheránus közösség tagjait szállító General Slocum hajó 1904. június 15-én bekövetkezett katasztrófája, amelyben több mint ezer német-amerikai halt meg. A közösség vezetőinek elveszítése újabb népcsoportok beáramlását eredményezte.
A következő bevándorlási hullámmal sok lengyel, és különösen ukrán érkezett, New York jelentős ukrán enklávéja alakult itt ki. A II. világháború után érkezett diaszpóra elsősorban a nyugat-ukrán értelmiségből került ki. Több templom, köztük a Szent György katolikus templom; ukrán éttermek, hentesüzletek; az Ukrán Múzeum; a Sevcsenko Tudományos Társaság; valamint az Ukrán Kulturális Központ bizonyíték arra, milyen hatással volt ez a környék kultúrájára.
A terület eredetileg egészen az East Riverig húzódott, ahol jelenleg az Avenue D fut, míg meg nem építették Manhattan keleti oldalán, az East River partvonala mentén húzódó autópályát, a Franklin D. Roosevelt Drive-ot.

### East Village mint új negyed

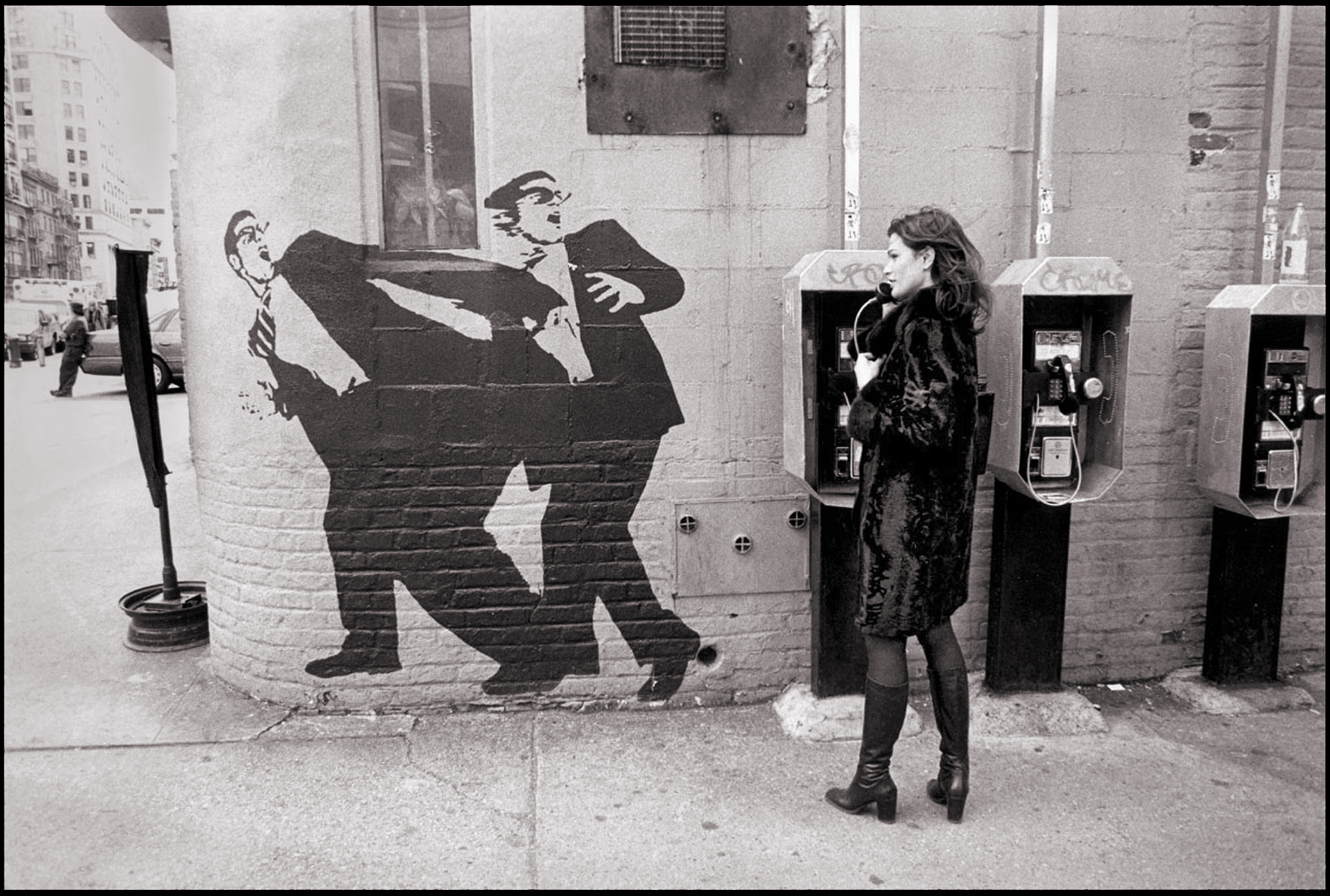
Két férfit ábrázoló graffiti egy házfalon East Village-ben

Az 1950-es évek közepéig a terület a Lower East Side északi részének számított, egy azonos kultúrájú, bevándorló munkásság életét élő közösséggel. Az 1950-es évektől a beat generáció tagjai települtek itt le, majd hippik, művészek is az 1960-as években. A területet ekkor kezdték el "East Village"-ként említeni, elkülönítve a Lower East Side-ról kialakult nyomornegyedek képétől. A The New York Times 1965. június 1-i cikke szerint a Greenwich Village-ből kivonuló "művészek, költők, kávéházakat működtetők az új néven formálódó East Village-ben próbálnak egy új negyedre lelni.'"
Az újonnan érkezők, valamint az ingatlanbrókerek tették népszerűvé az új nevet, majd a kifejezés az 1960-as évek közepétől elfogadottá vált a populáris médiában is. 1966-ban megszületett a negyed hetilapja, The East Village Other, majd a The New York Times egyik cikke szerint is a környék immár East Village-ként ismert.

### Művészvilág

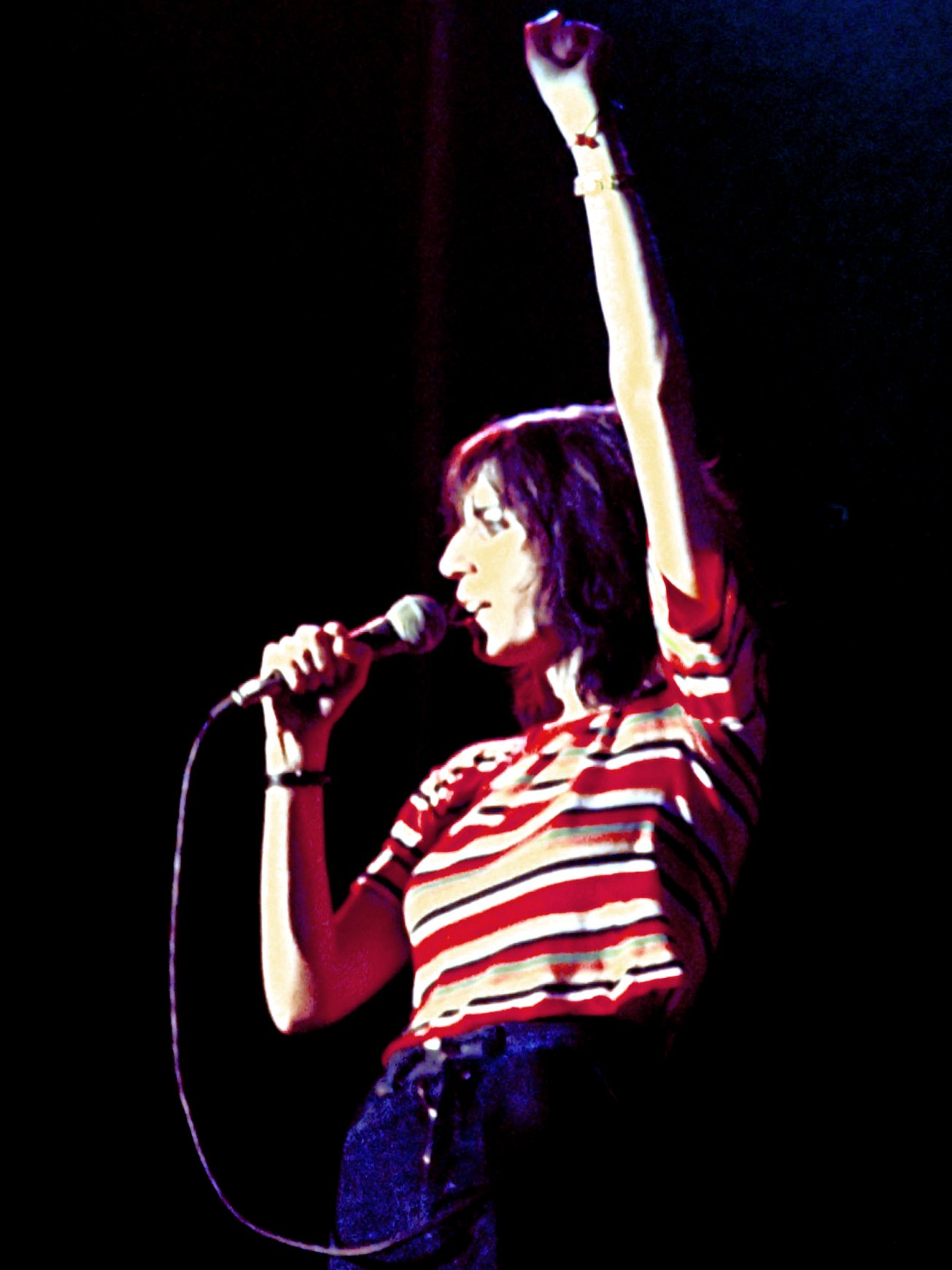
Patti Smith 1976-ban, egyike a pályáját az East Village-ben indító művészeknek

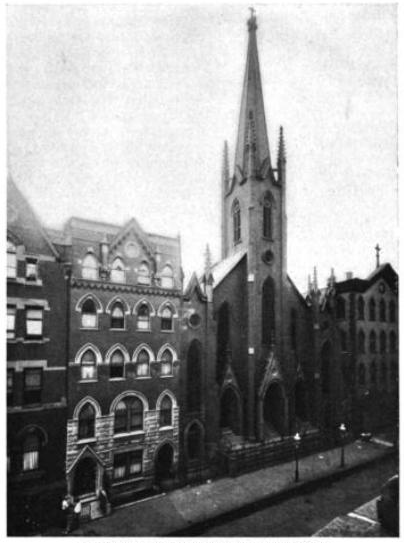
A Szent Miklós templom fotója, a keleti 2. utca és az Avenue A nyugati részén. A templomot és szinte valamennyi körülötte levő épületet az 1960-as években lebontották.

1966-ban Andy Warhol támogatott egy sor multimédia showt East Village-ben. 1968. március 8-án Bill Graham nyitotta meg a rockzene ismert helyszínét, a Fillmore East-et. A helyszín gyorsan ismertté vált az itt fellépő, The Who, a Pink Floyd, A Jimi Hendrix Experience, a Cream, valamint a Led Zeppelin által. A Fillmore East 1971-ben zárt be. A szintén itt működő CBGB klubot - a rövidítés a Country, BlueGrass és Blues-ból származik - a punk zene szülőhelyének is tekintik. Egy másik ismert underground helyszín volt a ’70-es ’80-as években felkapott Club 57, mely az 1980-as években csukta be kapuit.
East Village egyik része, az Alphabet City a helyszíne a Rent musicalnek. Egy másik művészvilág prizmáján át nézve, a Rent broadway-musicalben Alphabet City-t az AIDS, a drog, a magas bűnözés pusztította körzetként ábrázolják, melyben ugyanakkor ennek ellenére néhányan megpróbáltak művészként létezni.
Az 1980-as években a vizuális alkotások East Village galériáiban, de az utcán is virágoztak. A graffiti szelleméhez hasonlóan spontán brut szoboralkotások jelentek meg. Villanypóznák tövét műsziklákkal, terazzoszerű burkolattal tapasztották be névtelen, megszállott hegesztők, vas és alumíniumból stabil mobilok ezreivel árasztották el East Village elhagyott parkjait.
East Village művészeti életének hanyatlása az 1970-es, 1980-as években indult el. Egy, a Fordham Egyetem által készített tanulmány szerint a fiatal, liberális kultúra, mely egykor Manhattanben az East River mentén találta meg a helyét, részben új városrészekbe húzódott, mint a brooklyni Williamsburg.

### Dzsentrifikáció
Manhattan több negyedéhez hasonlóan East Village-ben is, a művészek, bohémek által felfedezett környék egyre tehetősebb lakosokat is vonz, ez felveri az ingatlanárakat és a lakosok lassan "átadják" a környéket. Ez a dzsentrifikációval kapcsolatos egyik elmélet, ugyanez történt más New York-i városrészben is, mint a SoHo, a TriBeCa, valamint Williamsburgban Brooklynban. Az idő folyamán ez a demográfiai átrendeződés kezdi megváltozni a környék karakterét, egyúttal viszont biztonságosabb, lakhatóbb lesz, lakosai kevésbé toleránsak a zajosabb életvitellel szemben. A dzsentrifikáció néhány ellenzője szerint ennek a folyamatnak az eredményeként viszont a környék elveszíti egyedi jellegét pénzügyi okok miatt.
Helyi közösségek szerveződtek a negyed történelmi jelentőségű épületeinek megőrzésére, a folyamatba bekapcsolódott a Greenwich Village Városvédő Társaság is, mely East Village épületeinek történetét dokumentálta.  2011-ben  New York City városvédő bizottsága (Landmarks Preservation Commission) East Village két kisebb részét nyilvánította történelmi, városvédelem alá eső területnek. A városvédők küzdelmei ellenére a negyed több jellegzetes épülete már lebontásra került, ugyanakkor a „történelmi városrésznek” nyilvánított körzeteken kívül is védelem alá került pár épület, többek között az egykori Irving Hall, Webster Hall, Stuyvesant Poliklinika, Peridance Center.  

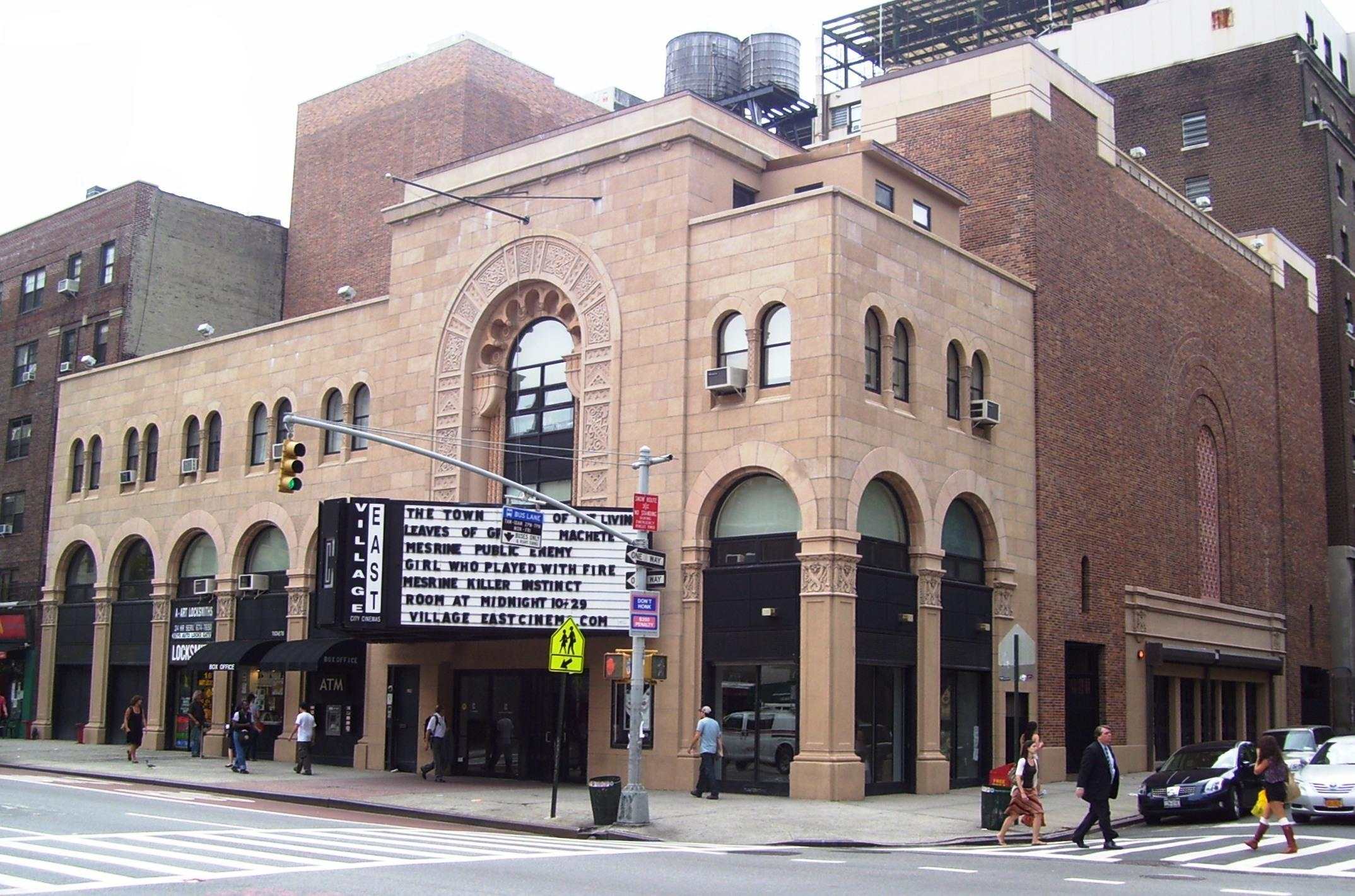
1926-ban az egykori Jiddis Művész Színház számára épült, később más színházak otthona, jelenleg mozi
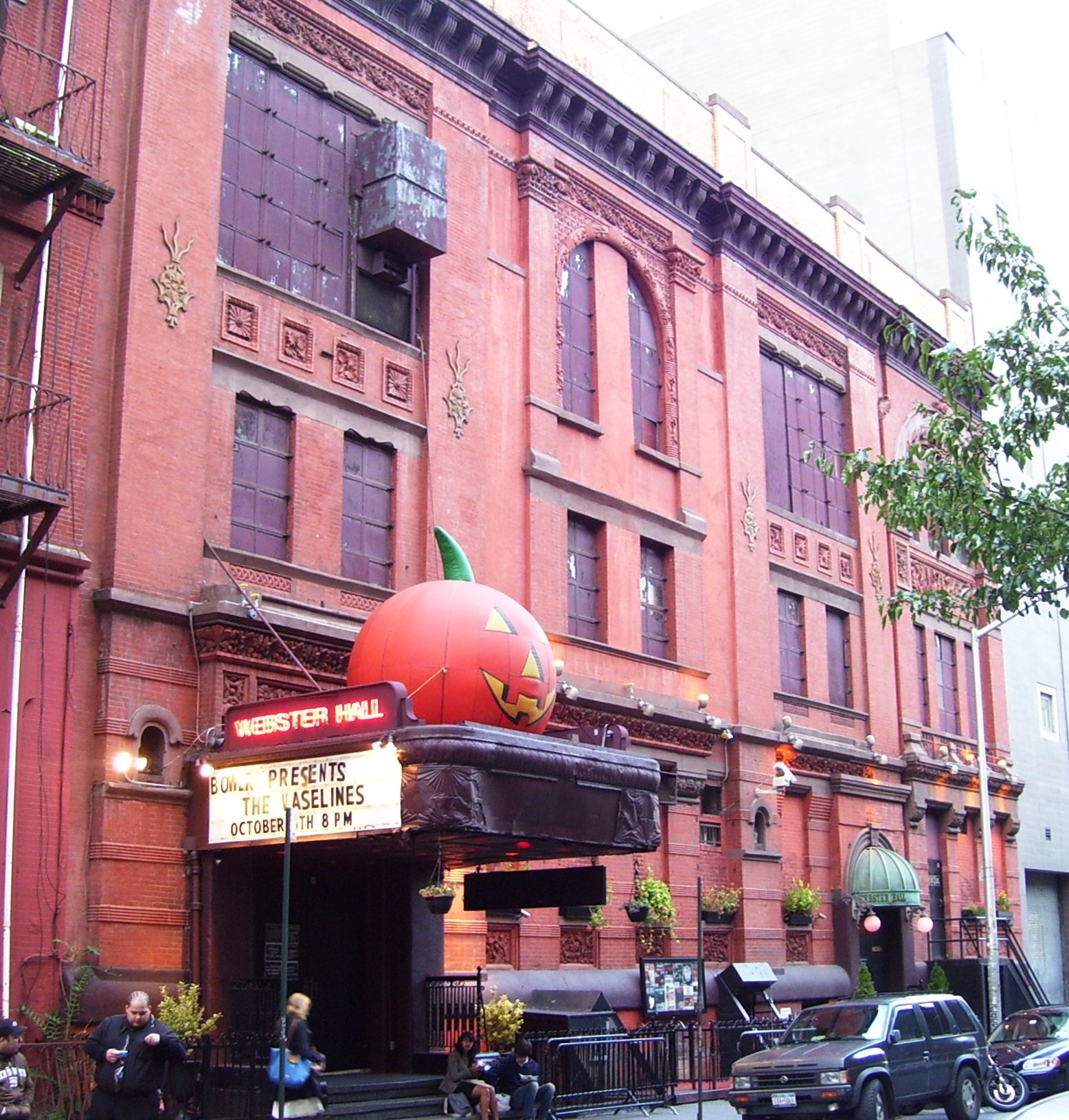
Webster Hall
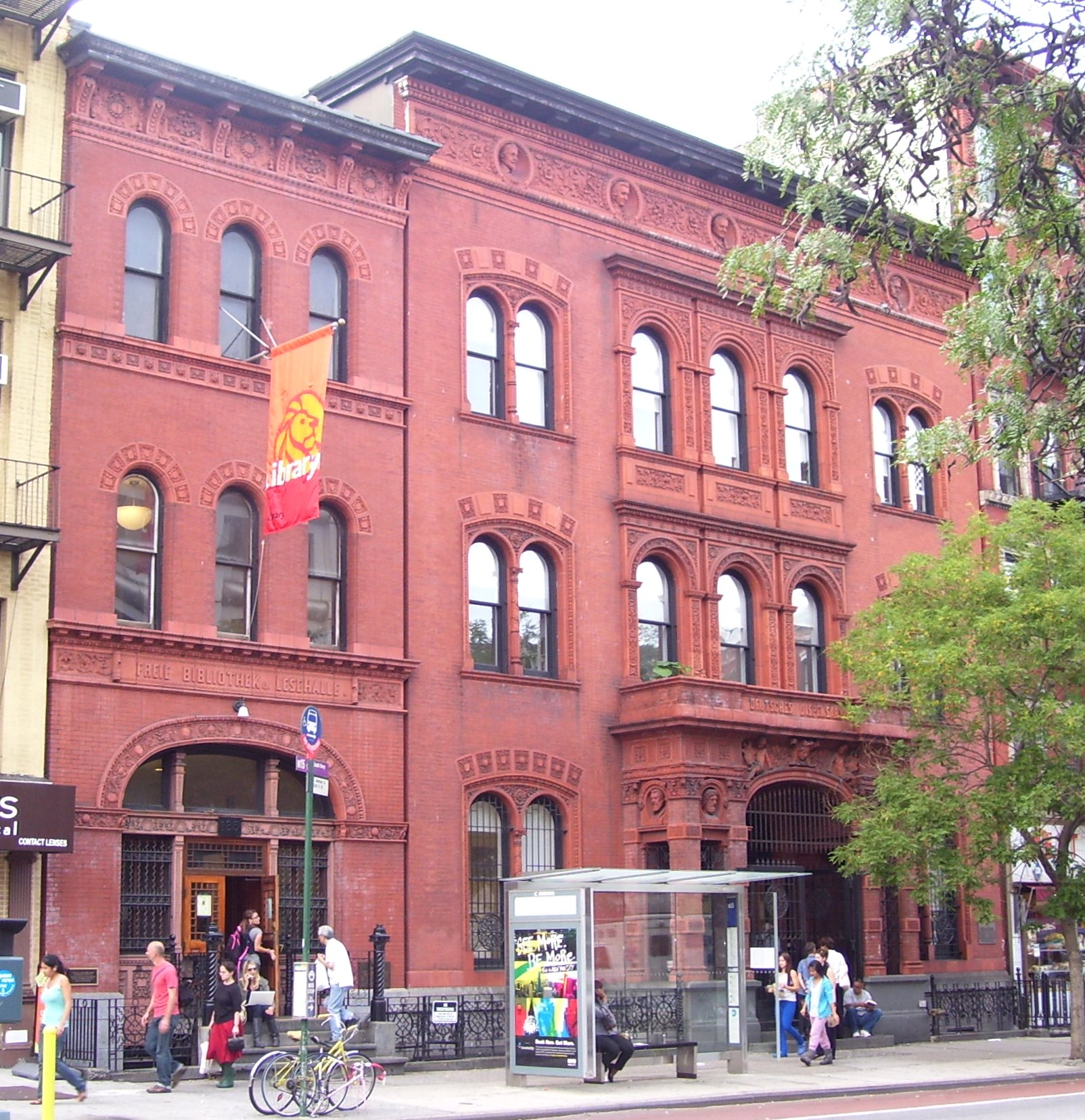
Stuyvesant Poliklinika (jobboldalt)
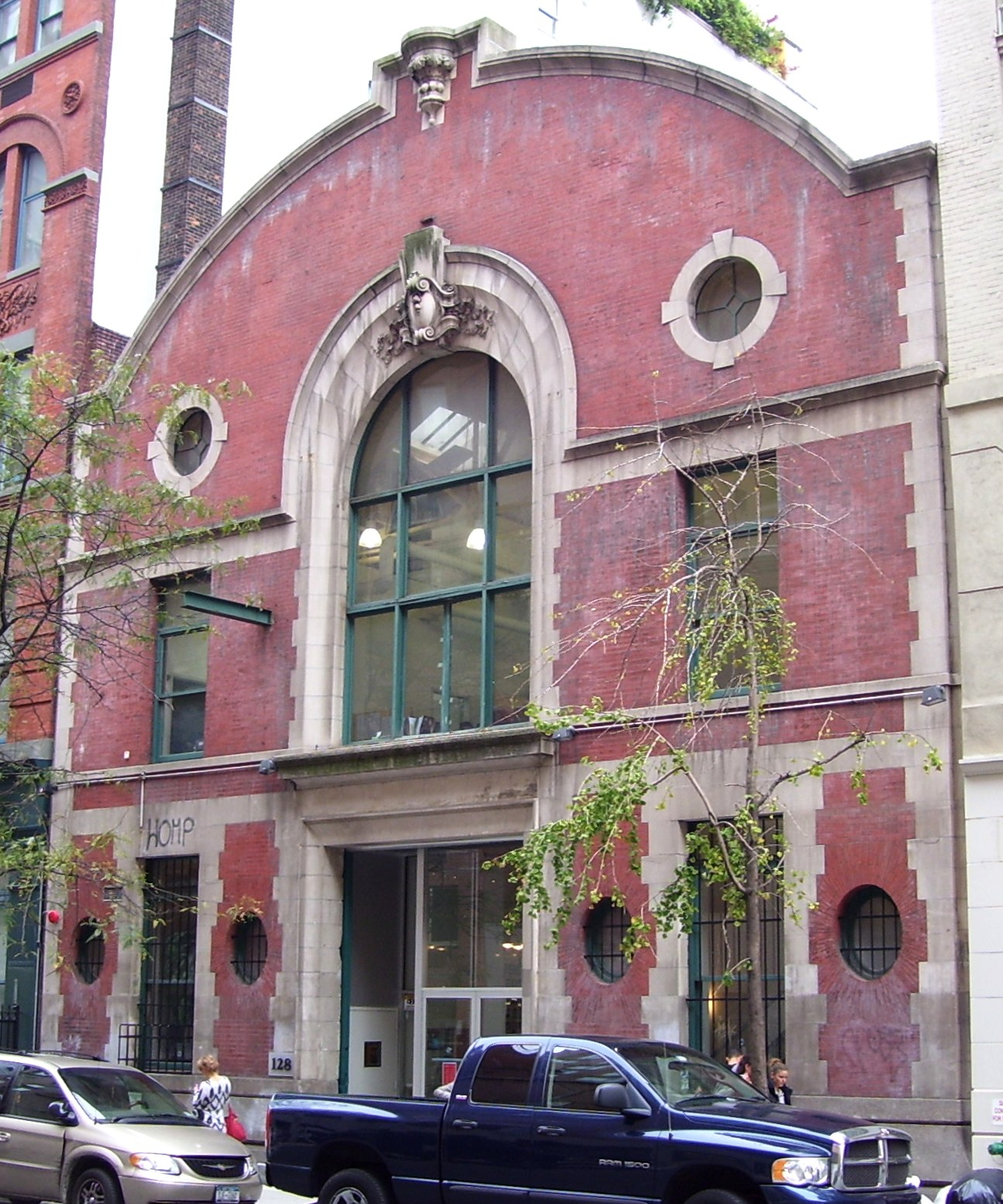
Peridance Center, keleti 13. utca 128. címen

## Egyetemek
Az 1859-ben Peter Cooper üzletember által alapított tudományos és művészeti egyetem, a Cooper Union campusa található a Cooper téren. A dzsentrifikáció mentén az East Village-ben a New York Egyetem tulajdonában levő, vagy általa fenntartott épületek száma megnőtt, különösen az egyetemi hallgatók kollégiumaié, ez a beáramlás konfliktust okozott a közösség és az egyetem között.

## Körzetei

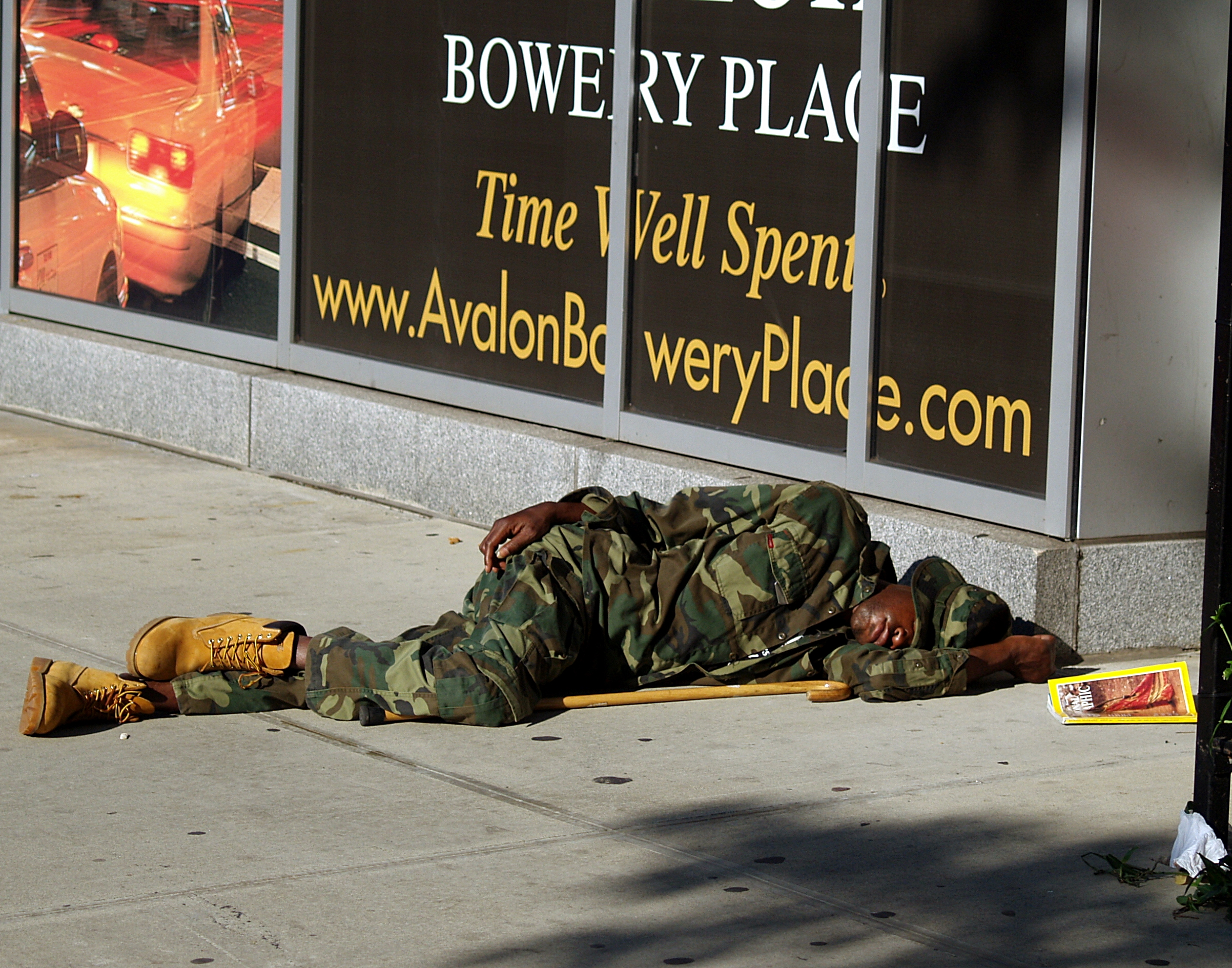
A "Bowery" egykor a csövesek szinonimája volt, jelenleg a terület mágnesként vonzza a luxus társasházak építőit, a környék gyors dzsentrifikációja folytatódik

### Alphabet City
Alphabet City, mely East Village legkeletibb részén annak közel kétharmadát teszi ki, a The New York Times 2005-ös cikke szerint New York veszélyes, droggal és bűnözéssel fertőzött régiója.  A körzet elnevezése az A, B, C és D észak-déli irányú utcáiból származik, ezek Manhattan egyedüli, csak ebben a negyedben futó, egyetlen betűs utcanévvel jelölt „sugárútjai”. A bűnözés a 20. század vége felé egész magas volt, majd a régió 21. században bekövetkezett dzsentrifikációja következtében nagymértékben csökkent.
A Loisaida elnevezés a környék latin, spanyolajkú, főleg puerto ricói lakosaira utal, a terminust először Bittman "Bimbo" Rivas aktivista költő használta a "Loisaida" c. versében.  Loisaida sugárút az Avenue C alternatív neve is. Az 1980-as évektől a környék lepusztult, elhagyott lakásait lakásfoglalók kezdték belakni.
Az egykor legszegényebb, akár ágybérletet kiadó lakások helyén megépült luxus társasházak megjelenése a környék régi lakóinak ellenkezését váltja ki, a negyed elveszíti régi karakterét, mondván.

### Bowery
A Bowery, egykor a punk-rock szórakozóhelyek telephelye volt, többek között a country, bluegrass, blues-zene, illetve poprock előadók otthonának is számító CBGB klubé, mely 2006-ban zárt be. A környék viszont hírhedt volt még a hajléktalanokról és drogrehabilitációs központokról is, ezt jelzi, hogy maga a kifejezés, "on the Bowery", a lecsúszottságot jelentette.
Jelenleg a negyedben felépültek luxus lakóházak, újonnan alapított klubok, melyek az egykori művészvilághoz kapcsolódó jelleget tovább viszik.

### Little Ukraine
Little Ukraine, azaz "Kis Ukrajna", East Village egyik etnikai enklávéja, a több hullámban bevándorolt ukránoknak mintegy a szellemi, politikai, kulturális központja volt. A második világháború után az ukrán lakosság száma a környéken elérte a 60 000 főt, jelenleg itt mindössze néhány ukrán üzlet, étterem működik, de így is a New York-i ukrán lakosság egyharmadának otthona.

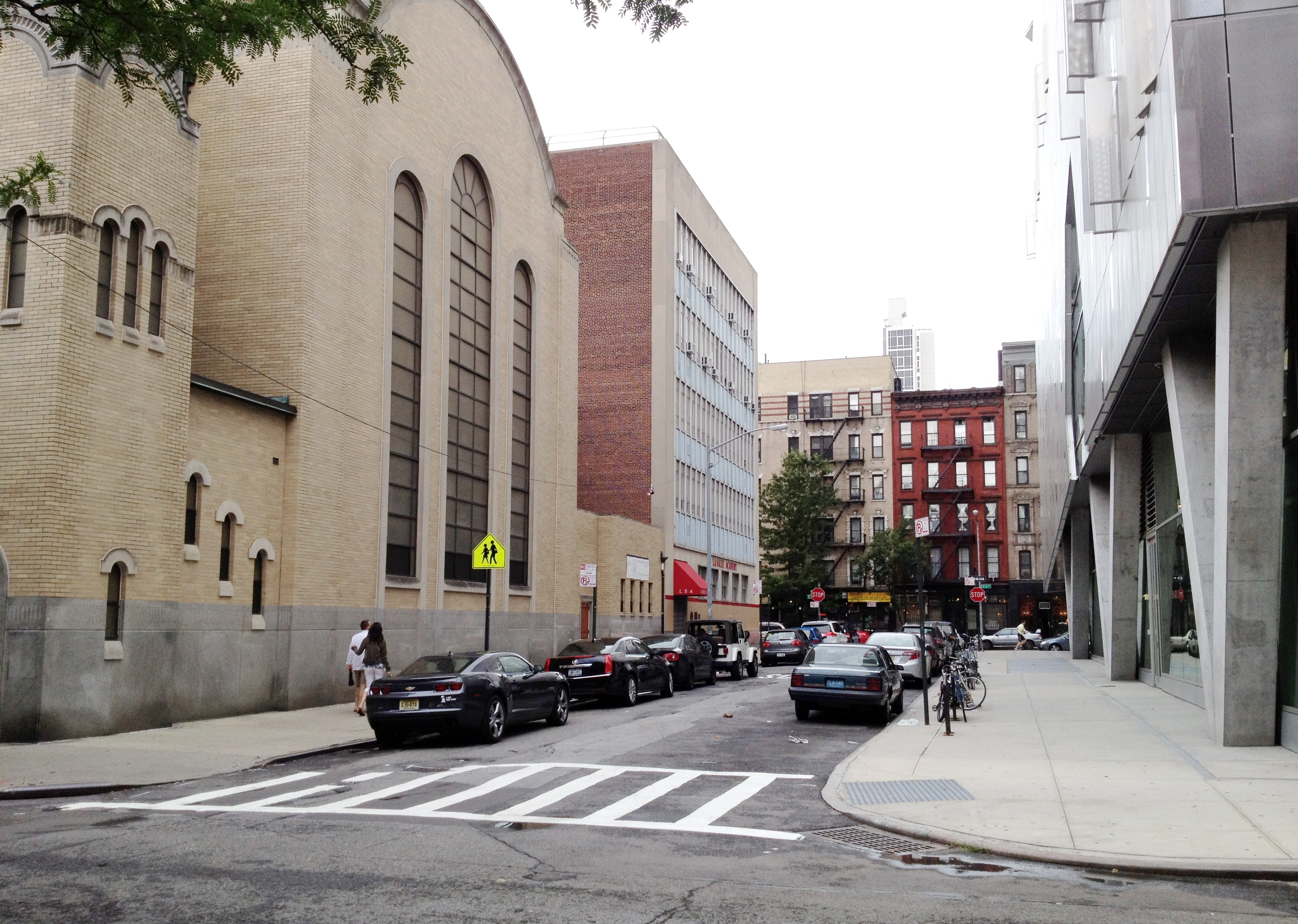
Taras Shevchenko Place, a Szent György templom az északi oldalán, a Szent György Akadémia a déli oldalon.
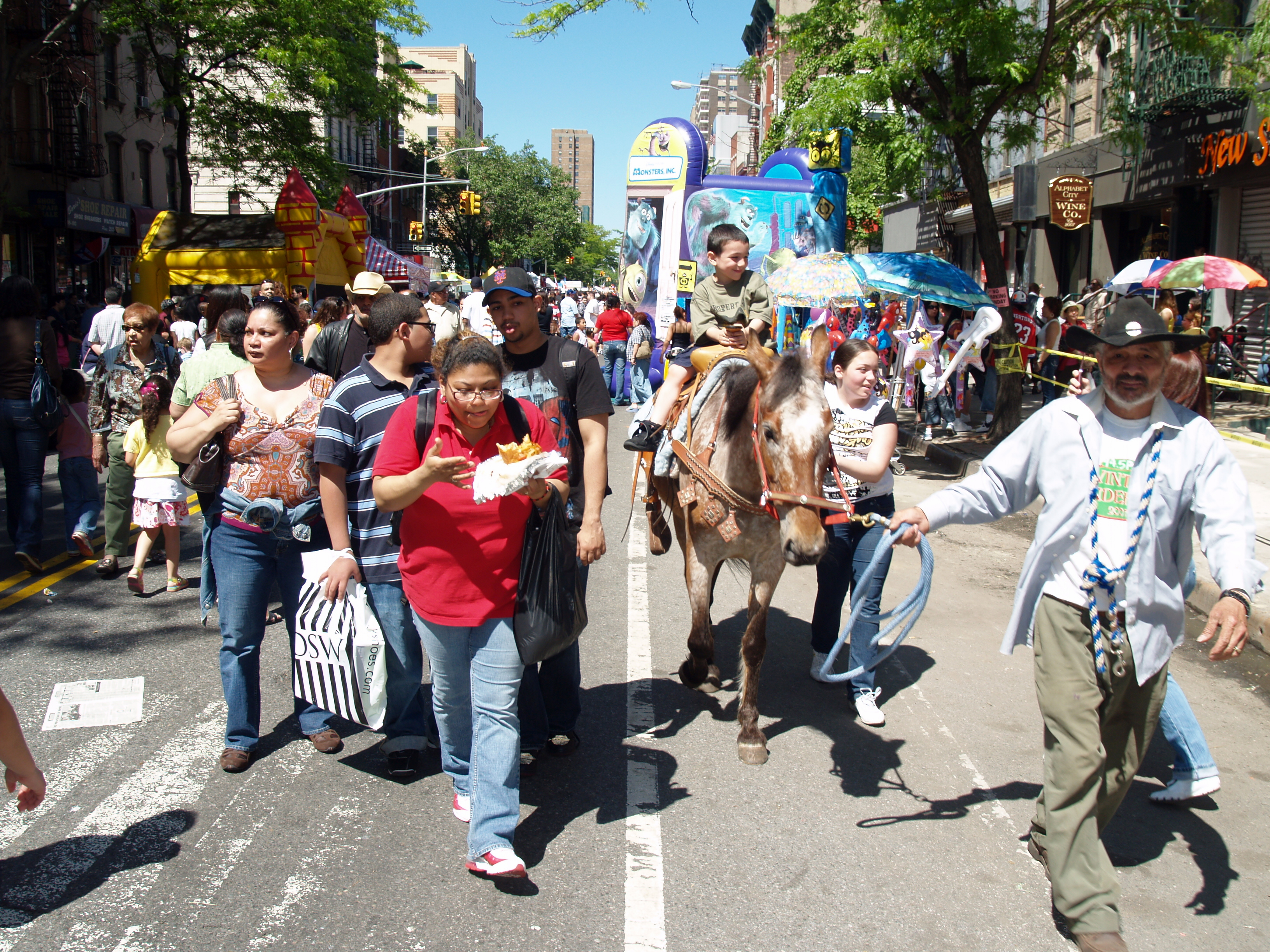
Egy Loisaida utcai felvonulás 2008 nyarán
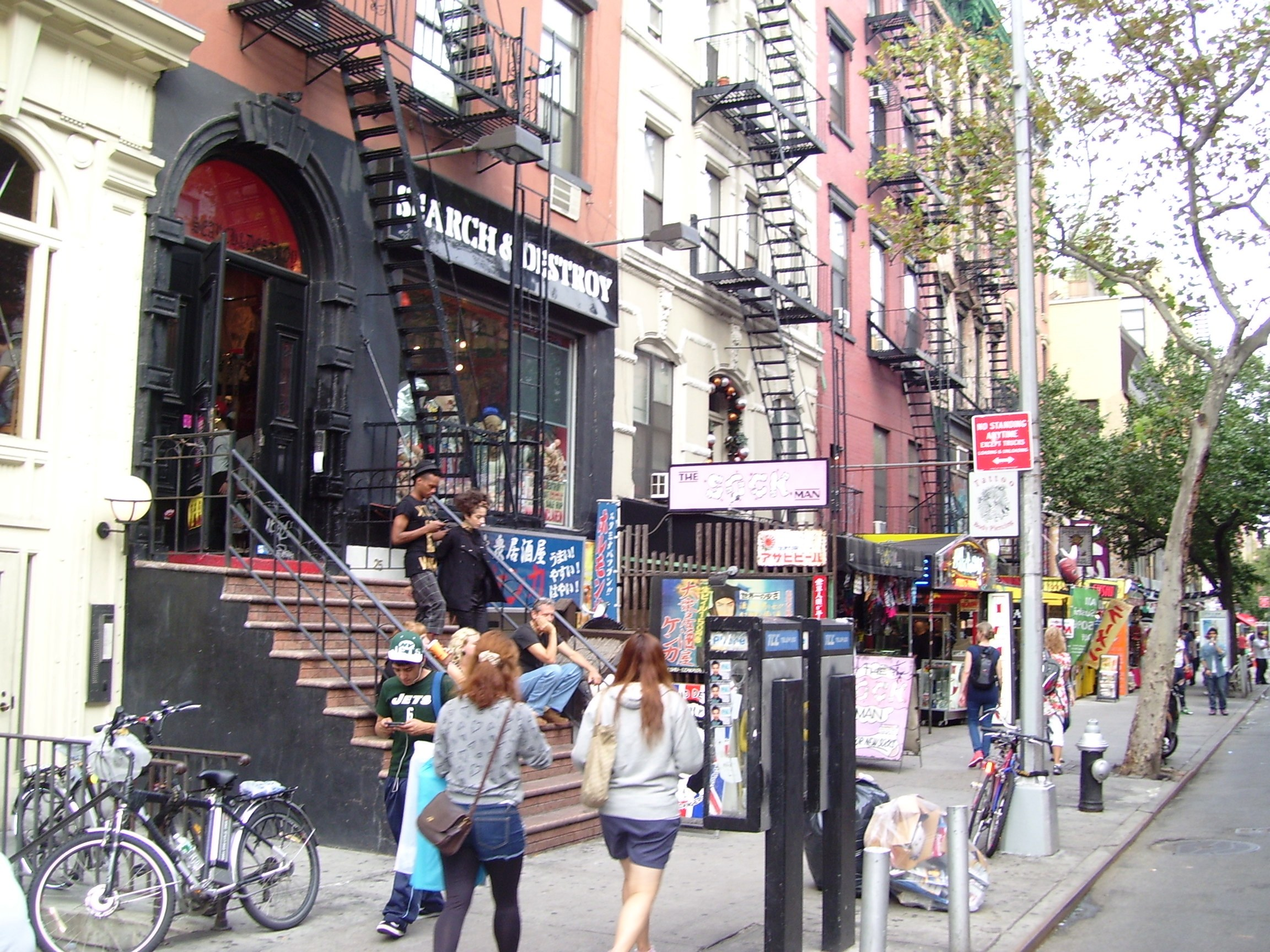
St. Marks Place, a negyed egyik jellegzetes bevásárlóutcája

## Külső hivatkozások
- East Village Parks Conservancy
- East Village TripAdvisor
- East Village Visitors Center
- Lower East Side Preservation Initiative